# نساء بلا ذاكرة
نساء بلا ذاكرة هي رواية للروائية هدى درويش صدرت عام 2015 عن دار سما للنشر 

## ملخص
تبدأ القصة برواية عن امرأة ذات فلسفة غريبة «متمردة» تؤمن بأن الغد دائما يجلب لنا ما يمكن له أن يغير مسرى حياتنا بأكملها، وتلاحق حلمها في السلام الذاتي في أصعب مرحلة في تاريخ الجزائر الحديث وهي العشرية السوداء أو كما تسمى في الجزائر بسنين الجمر  ، وبطريقة سحرية تغامر بالسفر بعيدا عن وطنها الأم الجزائر وعن مدينتها الأصلية تحديدا مدينة وهران بالغرب الجزائري إلى مدينة سوسة بتونس ثم إلى فرنسا بمدينة كان، وكل مدينة لها جزء خاص في الرواية المتكونة من ثلاثة أجزاء بعناوين بوهيمية: نصف حياة، جيتارة الحب، حكاية روز
وتبدأ الأحداث بالتداخل حينما تلتقي بزياد بطل العمل وهو أحد كوادر السلك الديبلوماسي الجزائري بفرنسا "والذي يشبه بطلا خرافيا وعاشقا ويتصرف معها بشكل جنوني وخارق ينتهي بارتباطهما وأخذهما معا قرار العودة إلى أرض الوطن والتصالح مع ذكريات الماضي الأليم.

## اقتباسات من الرواية
- إلى كل امرأة أوجدتها الحياة بين حكايات القدر وحملتها موجات الأيام تائهةً بين المرافئ... من يومها وأنا على مكتبي أحاورُ الورق؛ لأجلي لأجلها...لأجلكِ...لأجل كل أنثى لم تولد بعد... من يومها وكل بهجة من بين ضلوعنا ترحل... إلى كل من تذكرهم هذه الرواية بصفات إيحائية... إلى العذبة «ماريا دال بيلار» التي أهدتْ كتاباتي صورة بلا ذاكرة.